# Philokrates
Philokrates war ein athenischer Politiker im 4. Jahrhundert v. Chr.
Philokrates stand der zwischen 350 und 340 v. Chr. in Athen politisch vorherrschenden Gruppierung um Eubulos nahe. Gemeinsam mit Demosthenes sprach er sich bereits vor der Niederlage der Stadt Olynthos – einer seit kurzem mit Athen verbündeten Polis auf der Chalkidike – gegen Philipp II. von Makedonien und für den Beginn von Friedensverhandlungen mit diesem aus. Als Mitglied einer Delegation reiste er im Jahre 346 v. Chr. nach Makedonien, wo der sogenannte Philokratesfriede ausgehandelt wurde. Nach einem Aufenthalt in Athen und einer erneuten Reise nach Makedonien zum endgültigen Abschluss des Vertrags im Juli dieses Jahres nach längerem Aufenthalt der Gesandtschaft in Thessalien nach Attika zurück. Hier kam es zu Konflikten mit Demosthenes. Philokrates erreichte jedoch eine Ehrung Philipps durch den athenischen Staat sowie die Erweiterung des Vertrags mit Makedonien auf dessen Nachkommen und die Bedrohung der Phoker durch Krieg, falls diese sich nicht aus dem Heiligtum von Delphi zurückzögen. In der Folgezeit gehörte Philokrates zu den promakedonischen Politikern in Athen. Nachdem ihm diese Handlungen bereits von Demosthenes in seiner Zweiten Philippischen Rede (Nr. 6) öffentlich zum Vorwurf gemacht worden waren, wurde er 343 v. Chr. von Hypereides wegen Landesverrats und Bestechlichkeit vor der Volksversammlung angeklagt. Unbeliebt durch seine ihm Gewinn bringenden Kontakte zu Makedonien, floh Philokrates vor Eröffnung des Verfahrens und wurde zum Tode verurteilt.